# Демиркьой (вилает Одрин)
Демиркьой (на турски: Demirköy) е село в община Лалапаша, област Одрин, Турция.

## География
Селото се намира на разстояние 43 километра от областния център Одрин и на 16 километра от общинския център Лалапаша.

## История
В XIX век Демиркьой е малко село в Одринската кааза на Одринския вилает на Османската империя. Според „Етнография на вилаетите Адрианопол, Монастир и Салоника“, издадена в Константинопол в 1878 година и отразяваща статистиката на населението от 1873 година, Демир-кьой (Demir-Keui) има 20 домакинства и 85 мюсюлмани.